# バファタ
バファタ (Bafatá) はギニアビサウ中部に位置する都市である。バファタ州の州都。同国第2位の人口を持つ(2005年推計で約2万2500人)。

## 地理
ジェバ川の中流に位置している。

## 出身者
- アミルカル・カブラル - 農場技術者、作家、革命家
- エンリケ・ロザ - 政治家